# 아라곤의 캐서린
아라곤의 캐서린(영어: Catherine of Aragon, 1485년 12월 16일 ~ 1536년 1월 7일)은 아라곤 국왕 페란도 2세와 카스티야 여왕 이사벨 1세의 넷째 딸로 잉글랜드 왕 헨리 8세의 첫 번째 왕비였으며 잉글랜드의 여왕 메리 1세의 어머니이다. 스페인어로 카탈리나 다라곤(스페인어: Catalina de Aragón)이다.
잉글랜드의 헨리 8세는 모두 6명의 정식 왕비를 두었던 매우 독특한 이력을 지닌 인물이었다. 당시로는 매우 보기 드문 경우에 해당한다. 가톨릭 교리상 일부일처만 가능하므로 합법적인 이혼과 재혼을 통해서 차례로 얻은 왕비들이었다. 그의 행위는 단순한 호색 차원은 아니었다. 튜더왕조의 초창기에 해당하므로 혈통과 정통성에 결여됨이 없는 적자에게 왕위를 계승시켜 왕국을 튼튼하게 유지해야 한다는 압박감에서 벌인 일이다.
불행히도 첫 번째 왕비 캐서린에게서는 아들을 얻지 못하였다. 그래서 캐서린은 강제로 이혼을 당했으나 죽을 때까지 자신만이 유일하고도 합법적인 잉글랜드의 왕비라는 주장을 굽히지 않았다.

## 생애

#### 어린시절
캐서린은 여왕인 어머니 이사벨 1세의 배려로 어렸을 때부터 남자 왕족에 뒤지지 않는 교육을 받아 역사, 법, 정치, 고전 이외에도 라틴어, 프랑스어, 그리스어 등을 익혔다. 당대 기록에 따르면 캐서린은 키는 작았지만 붉은 빛이 도는 금발에 희고 홍조가 도는 피부, 그리고 통통한 체형의 복스러운 미인으로, 신앙심 깊고 겸손하며 기품 있는 여인으로 여겨졌다.

#### 잉글랜드 왕위계승자와의 혼인
1501년 캐서린은 잉글랜드의 헨리 7세의 장남 웨일스 공 아서와 결혼을 했다. 그러나 얼마 지나지 않아 아서와 캐서린은 심한 병에 걸렸다. 캐서린은 가까스로 회복했으나 아서왕자는 죽었다. 교황 율리오 2세는 캐서린이 아직 처녀임을 인정해 이전의 혼인을 무효화시켰고, 헨리 7세의 둘째 아들인 헨리(훗날 헨리 8세)와 약혼했다.
그러나 헨리 7세와 페르난도 2세 사이 캐서린의 지참금에 관련된 분쟁이 일어난다. 그런데 갑자기 헨리 7세의 왕비(요크의 엘리자베스)가 사망하자 헨리 7세가는 카스티야의 왕위계승에 대한 정치적 욕심으로 캐서린과의 결혼을 요구하기 시작했다. 카스티야의 이사벨 1세가 단호하게 거절하자 헨리 7세는 캐서린을 냉대하며 생활비 지급을 거절한다. 입지가 곤란해진 캐서린은 낯선 나라에서 지독한 가난과 외로움에 시달렸다. 캐서린은 음식을 마련하기도 힘들다며 몇번이고 시아버지 헨리 7세와 페르난도 2세에게 편지를 보냈지만 캐서린의 형편은 나아지지 않았다.

#### 헨리 8세와의 결혼
거의 8년의 공백기가 흐른 후 헨리 7세가 갑작스러운 병으로 세상을 뜨자, 그의 둘째 아들이자 왕위 계승자가 된 당시 18세의 헨리 8세와 캐서린은 마침내 결혼을 할 수 있었다. 헨리 8세와 캐서린의 금슬은 좋았고, 두 사람은 깊이 사랑했다. 그러나 캐서린이 1516년 메리 공주를 낳고 나서 유산을 거듭하다 폐경기를 맞자 헨리 8세는 왕위 후계자, 즉 아들이 없음을 걱정하면서 점점 부부 사이가 틀어지기 시작했다.
헨리 8세는 이미 1519년에 정부(情婦) 베시 블런트(Bessie Blount)로부터 건강한 아들 헨리 피츠로이를 두어 자신에게는 문제가 없음을 증명했고, 불임은 무조건 여성의 책임이라고 여겼던 당시 관습에 따라 그 책임을 캐서린에게 떠넘기기 시작했다. 그 배경에는 아직 역사가 짧은 튜더 왕가를 이어가야 한다는 중압감도 있었다.

#### 헨리 8세의 이혼추진
캐서린의 시녀 앤 불린과 사랑에 빠진 헨리 8세는 결국 1527년 교황 클레멘스 7세에게 결혼을 무효화해달라고 요청했다. 캐서린이 자신의 형과 혼인한 적이 있었기 때문에 처음부터 성경의 가르침에 어긋나는 근친상간으로 잘못된 결혼이었다는 것이 표면상의 이유였다.(레위기 20장21절) 헨리 8세는 또한 전에 선언했던 것과는 달리 말을 바꾸어서 캐서린이 자신과 결혼할 때 이미 처녀가 아니었다고 주장했다.
헨리 8세는 캐서린에게도 결혼이 무효였음을 인정하고 수도원에 들어가 조용한 삶을 보낼 것을 권유했지만, 캐서린은 의외로 단호하게 거절했다. 당대 강대국인 스페인의 왕녀출신으로 어려서부터 잉글랜드의 왕자비로 내정되었던 캐서린에게는 잉글랜드 왕비 이외의 삶은 단한번도 상상해보지 않은 것이었다.

#### 교황의 이혼불허와 종교개혁
캐서린의 조카인 신성 로마 제국의 카를 5세 심기를 거스를 수 없던 교황은 결혼 무효화를 거절했다. 헨리 8세는 교황과 오랜 첨예한 대립 끝에 종교개혁을 감행하여 스스로 잉글랜드 교회의 우두머리가 되었다.
1531년 헨리 8세는 캐서린과 별거에 들어갔다. 1533년 헨리 8세와 앤 불린의 결혼식이 거행되었다. 캐서린은 딸 메리와 헤어져 변경으로 내쫓겼다. 딸 메리는 공주의 신분을 박탈당해 사생아가 되었으며 왕위 계승서열에서도 제외되었다.

#### 사망
1536년 암으로 세상을 떠나기 전까지 캐서린은 이 일방적인 이혼을 인정하지 않았다. 그녀는 앤 불린이 대관식을 치르고 나서도 문서나 편지에도 왕비 캐서린(Catherine the Queen)이라고 서명했다. 말년에 앤 불린과 헨리 8세 사이가 급속도로 틀어지자 캐서린은 왕이 자신을 다시 받아들일 것이라는 희망을 품기도 했었다. 독실한 로마 가톨릭 신자였던 캐서린은 위엄있는 왕비로 백성들의 존경을 받는 동시에 동정의 대상이 되었다. 또한 딸 메리 1세에게 지대한 영향을 미쳤다.

## 같이 보기
- 잉글랜드의 군주 배우자